# جامعة غلاسكو
جامعة غلاسكو (بالإنجليزية: University of Glasgow)‏ هي إحدى أكبر جامعات اسكتلندا من حيث عدد الطلبة وواحدة من أقدم جامعات بريطانيا. وهي عضو في مجموعة راسل للجامعات، وواحدة من الجامعات السبع العتيقة في الجزر البريطانية.
أسست في مدينة غلاسكو كبرى مدن اسكتلندا عام 1451، مما يجعلها رابع أقدم جامعة بالعالم. تحتل الجامعة حاليا حرما جامعيا جميلا، مبناه المركزي آية معمارية قوطية الطراز، يقع إلى الشمال الغربي من وسط المدينة.
مؤخرا ارتفعت الجامعة إلى الثمانين في التصنيف العالمي للجامعات، وقفزت فوق جامعة القديس أندروز، مما يجعلها واحدة من المؤسستين في اسكتلندا توضع داخل أكبر 100 شركة.

## التخصصات
مثل كل الجامعات البريطانية الرئيسية تغطي غلاسكو معظم التخصصات، إذ تضم ما لا يقل عن 120 دائرة تخصصية، لكنها تتمتع بمكانة أكاديمية متميزة في الطب والهندسة الكهربائية والاقتصاد وعلم الوراثة والطب البيطري.

## تأسيس جامعة غلاسكو
أسست في مدينة غلاسكو عام 1451 ن قبل بابوية البابا نيكولا الخامس، وبناءً على اقتراح الملك جيمس الثاني، منح الأسقف يام تيرنبول تصريح بإضافة الجامعة إلى كاتدرائية المدينة.
جاء تأسيسها باعتبارها نتيجة الملك جيمس الثاني اتمنى ان اسكتلندا قد جامعتين المساواة اكسفورد وكمبريدج انكلترا.
جامعة غلاسكو هي ثاني أقدم جامعة في اسكتلندا (جامعة القديس أندروز أقدم كونها تأسست سنة 1410)، والرابع الأطول عمراً في العالم الناطق بالإنكليزية.
جامعات القديس أندروز وغلاسكو وأبردين كانت مؤسسات كنسية، بينما جامعة إدنبرة هي مؤسسة مدنية.
جامعة غلاسكو تمتعت بالتنافس مع جامعة القديس أندروز، منذ إنشائها، ومع جامعة إدنبرة منذ تأسيس هذه الأخيرة في 1583.
جامعة غلاسكو توفر مجموعة كاملة من الدراسات الفنية بما فيها القانون، والطب، وطب الاسنان، والهندسة، بالإضافة إلى مجموعة شاملة من الدراسات الأكاديمية بما فيها العلوم، العلوم الاجتماعية، الاقتصاد وإدارة الأعمال، اللغات القديمة والحديثة والأدب، والتاريخ.
كانت مباني الجامعة أصلاً غير بعيدة من غلاسكو في كاتدرائية المدينة العالية الشارع المجال. وبحلول أواخر القرن السابع عشر، وأنها تدور حول اثنين الفناءات محاطه حدائق مسورة، مع برج الساعة الذي كان من السمات البارزة لأفق غلاسكو، ومصلى مقتبسة من كنيسة السابق الدومينيكان (بلاكفريارس) فرياري. هذا المجمع هو من أجمل المباني النهضة في اسكتلندا، وتدميره، بعد النقل من الجامعة إلى موقعها الحالي) في أقل ضواحيها) هو واحد من أسوأ أعمال التخريب الثقافي في القرن التاسع عشر اسكتلندا

## خريجون بارزون
رؤساء الوزراء، وليام لامب، السير هنري كامبل بانرمان وأندرو بونار لو. ومن الخريجين البارزين أيضا الفيزيائي لورد كلفن، وأبو الاقتصاد آدم سميث، والمهندس جيمس واط، والمخترعان هنري فولدز وجون لوجي بيرد، والكيميائيون وليام رامزي وفردريك سودي وجوزيف بلاك، وعالم الأحياء السير جون بويد، والفلاسفة فرانسيس هاتشسون وتوماس ريد ودوغالد ستيوارت، وعالم الرياضيات كولين ماكلورين، عالم الأعراق جيمس فريزر، والمبشر ديفيد ليفينغستون، والكتاب جيمس بوزويل وجون بوشان وآرتشيبالد جوزيف كرونين وإيمي هوف وتوبياس سموليت وإدوين مورغان، والجراح جوزف ليستر. ألقى ألبرت أينشتاين في شهر يونيو من عام 1933 أول محاضرات غيبسون حول النسبية العامة، ونال بعدها شهادة فخرية من الجامعة.

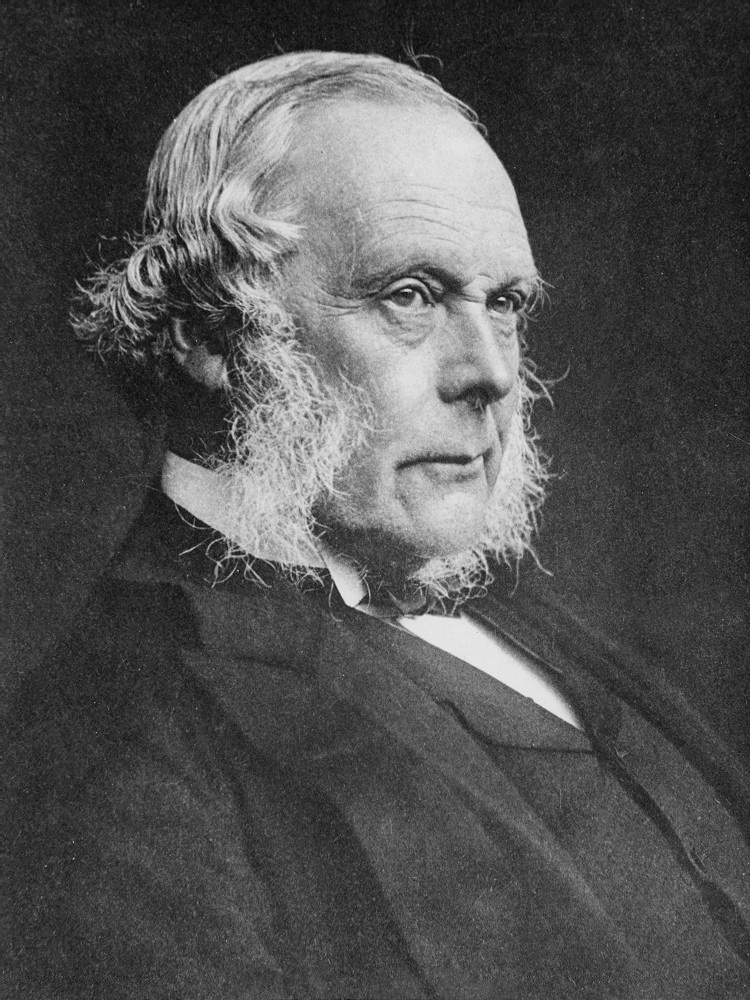
جوزف ليستر
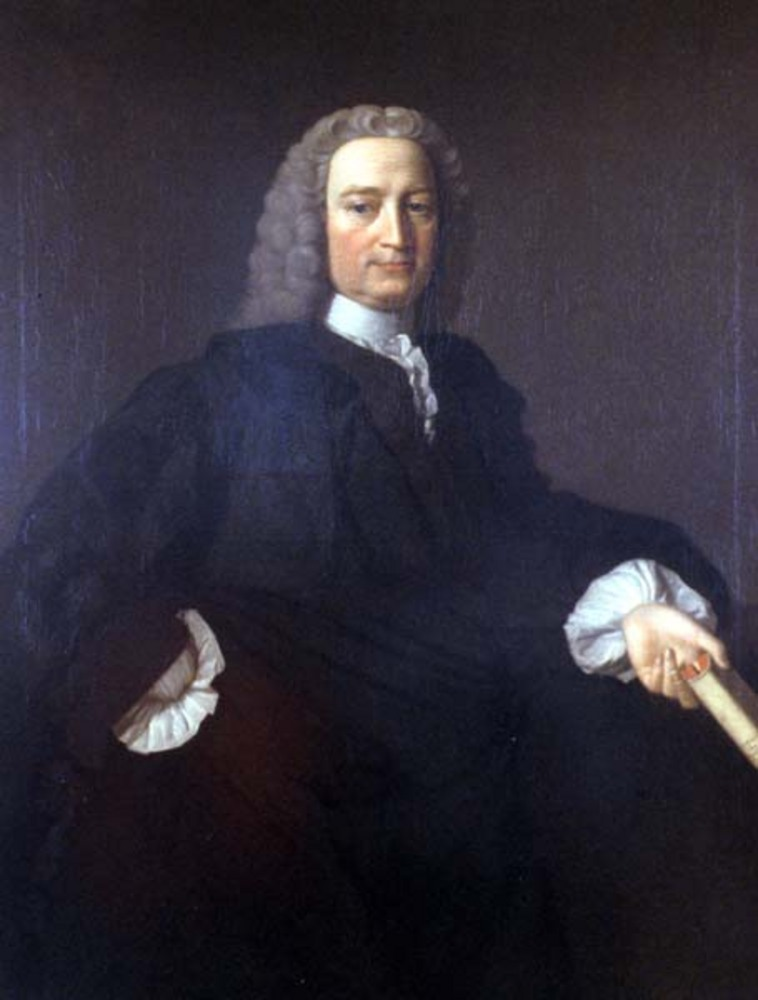
فرانسيس هاتشسون
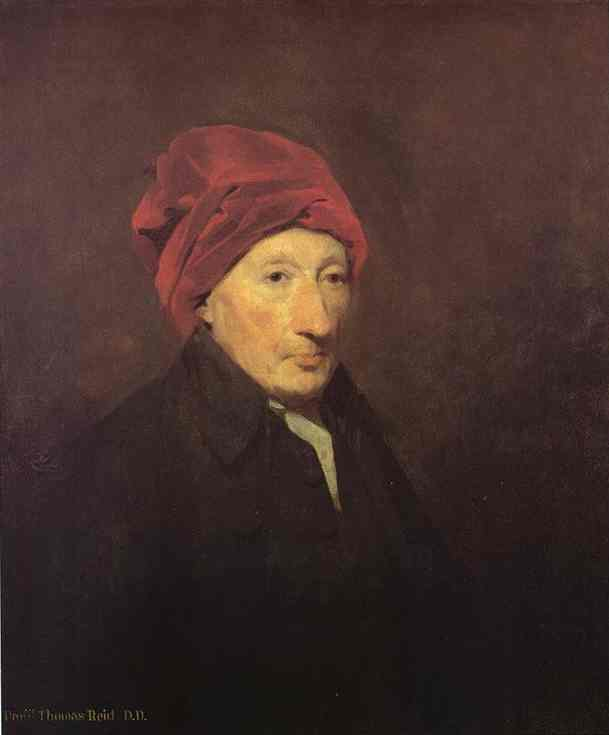
توماس ريد
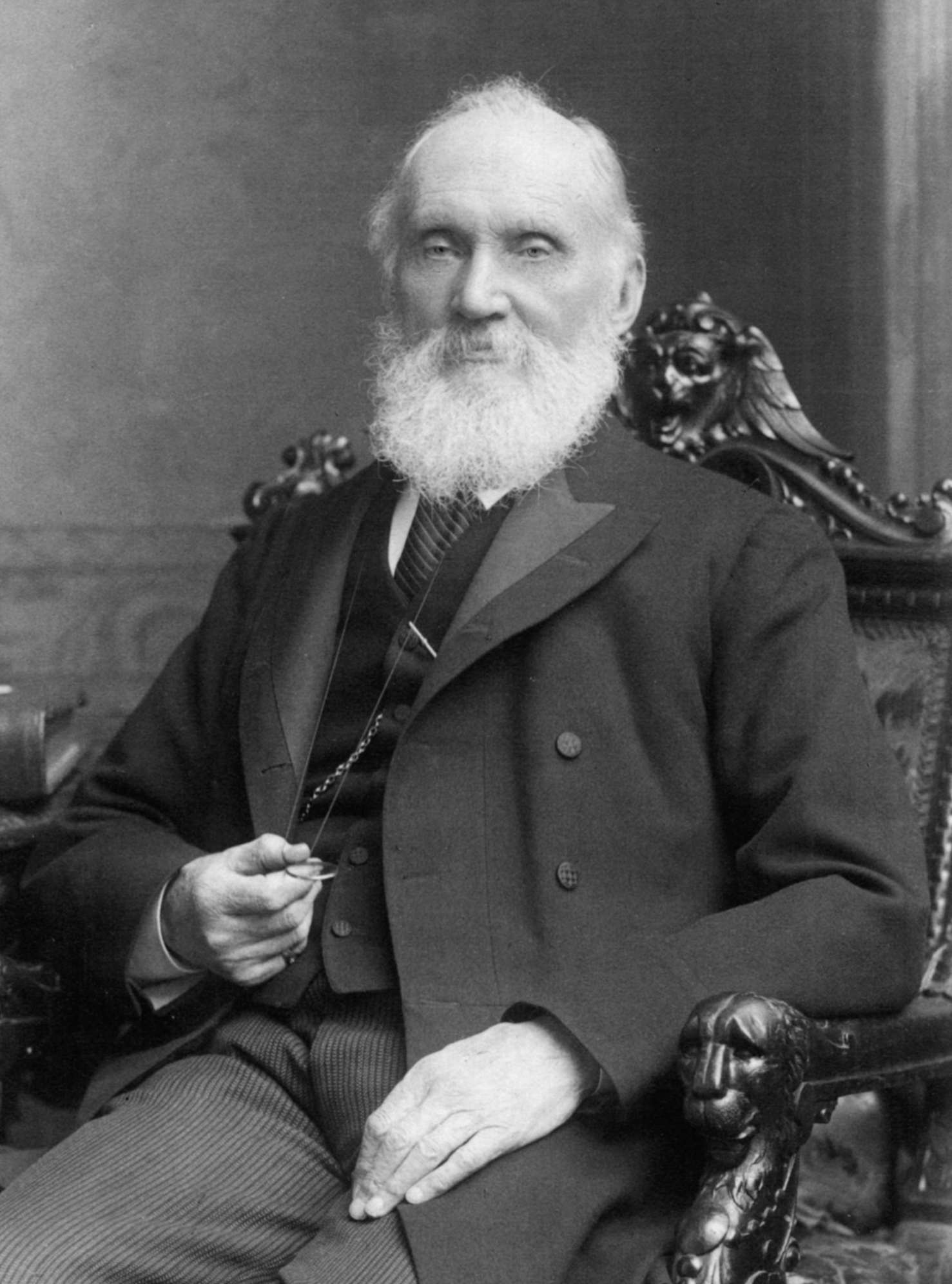
لورد كلفن
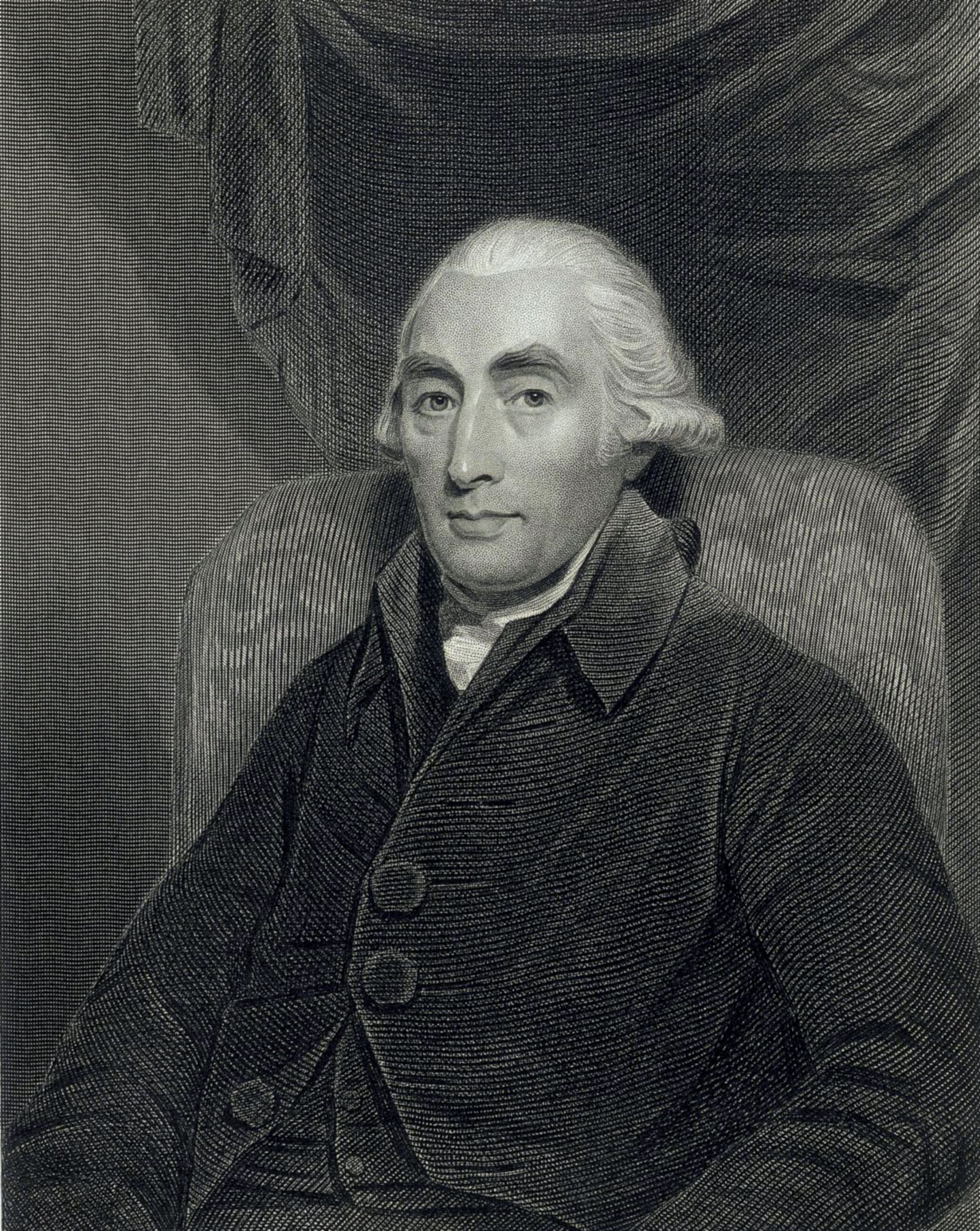
جوزيف بلاك
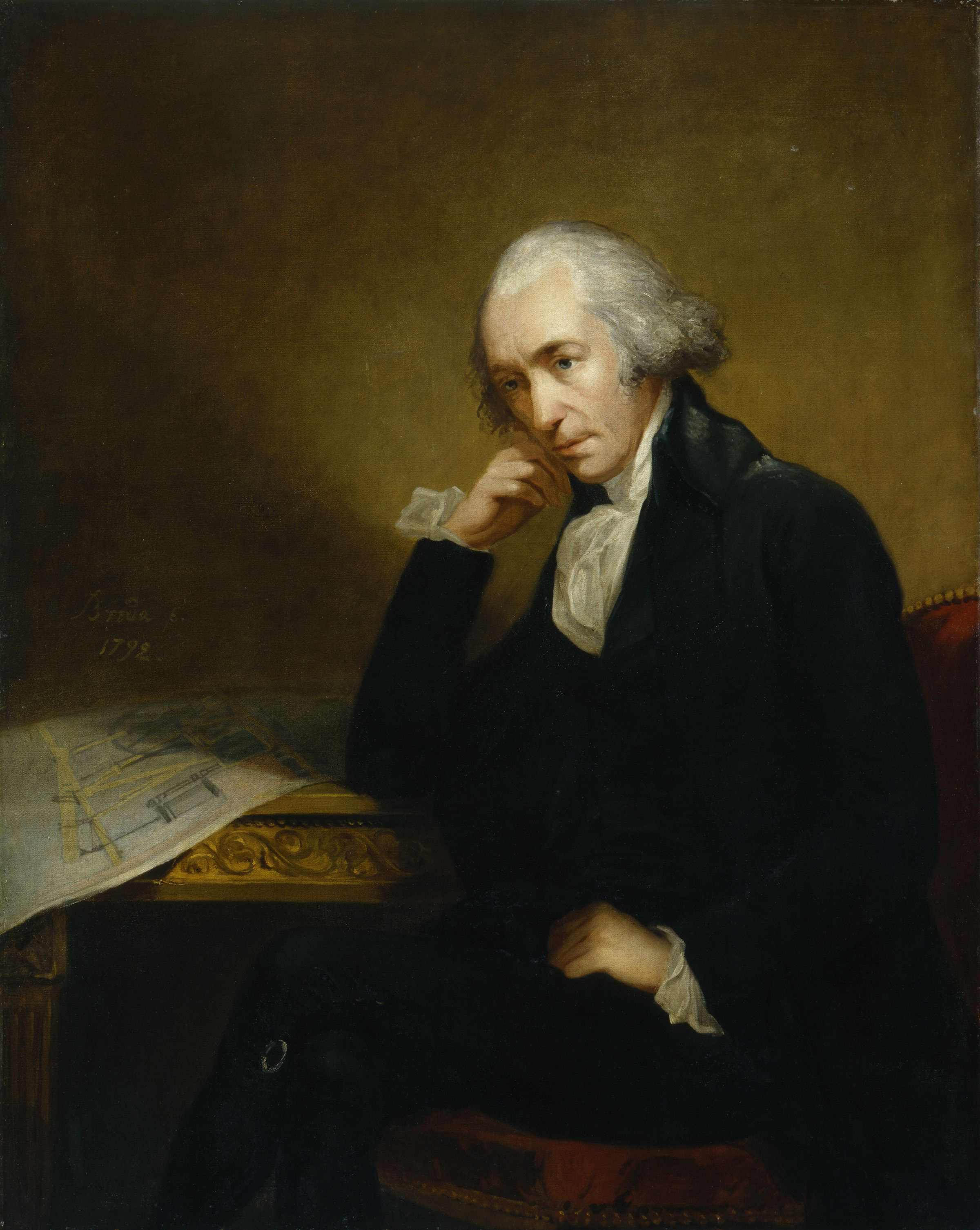
جيمس واط
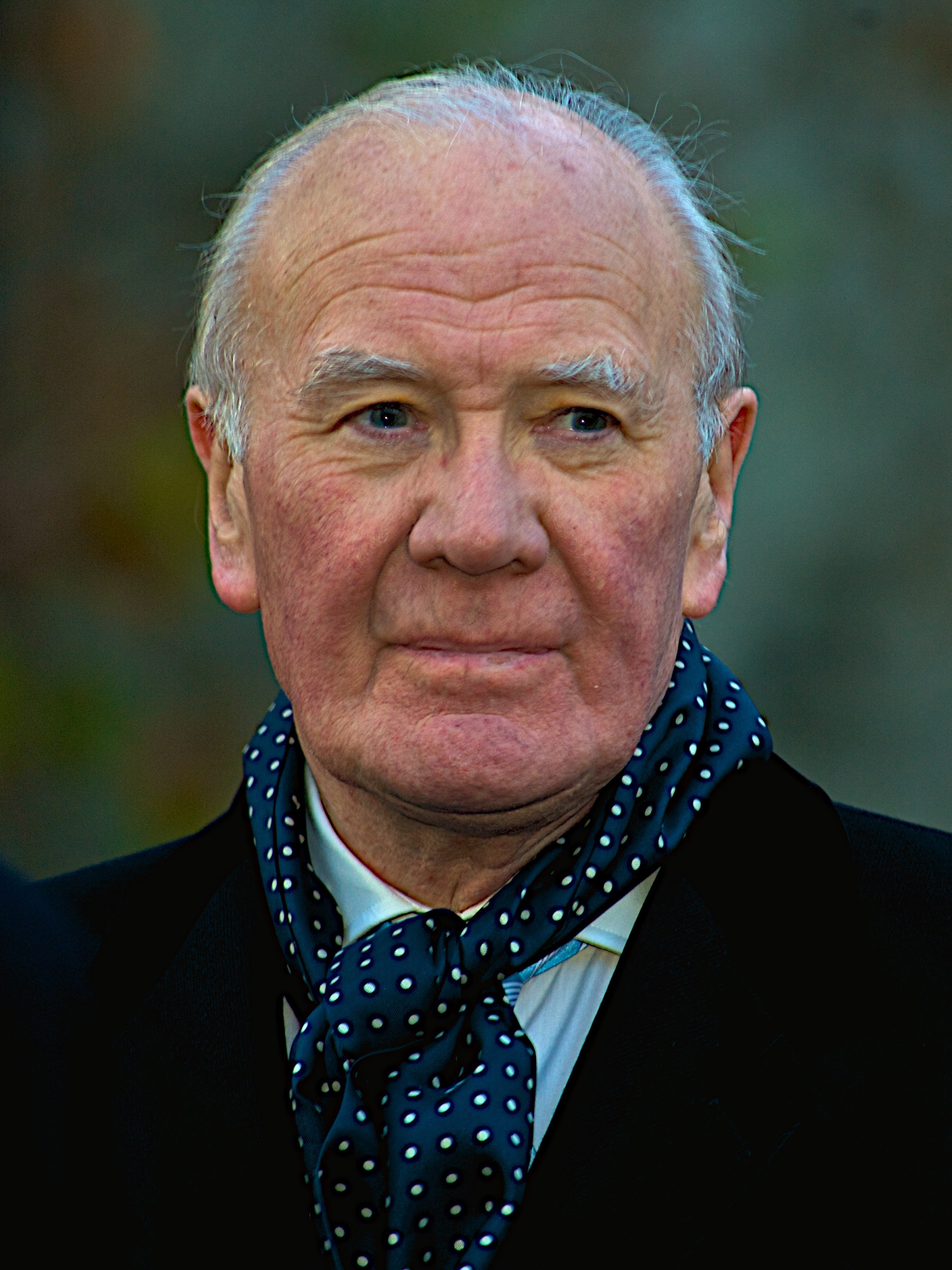
السير مينزيس كامبيل
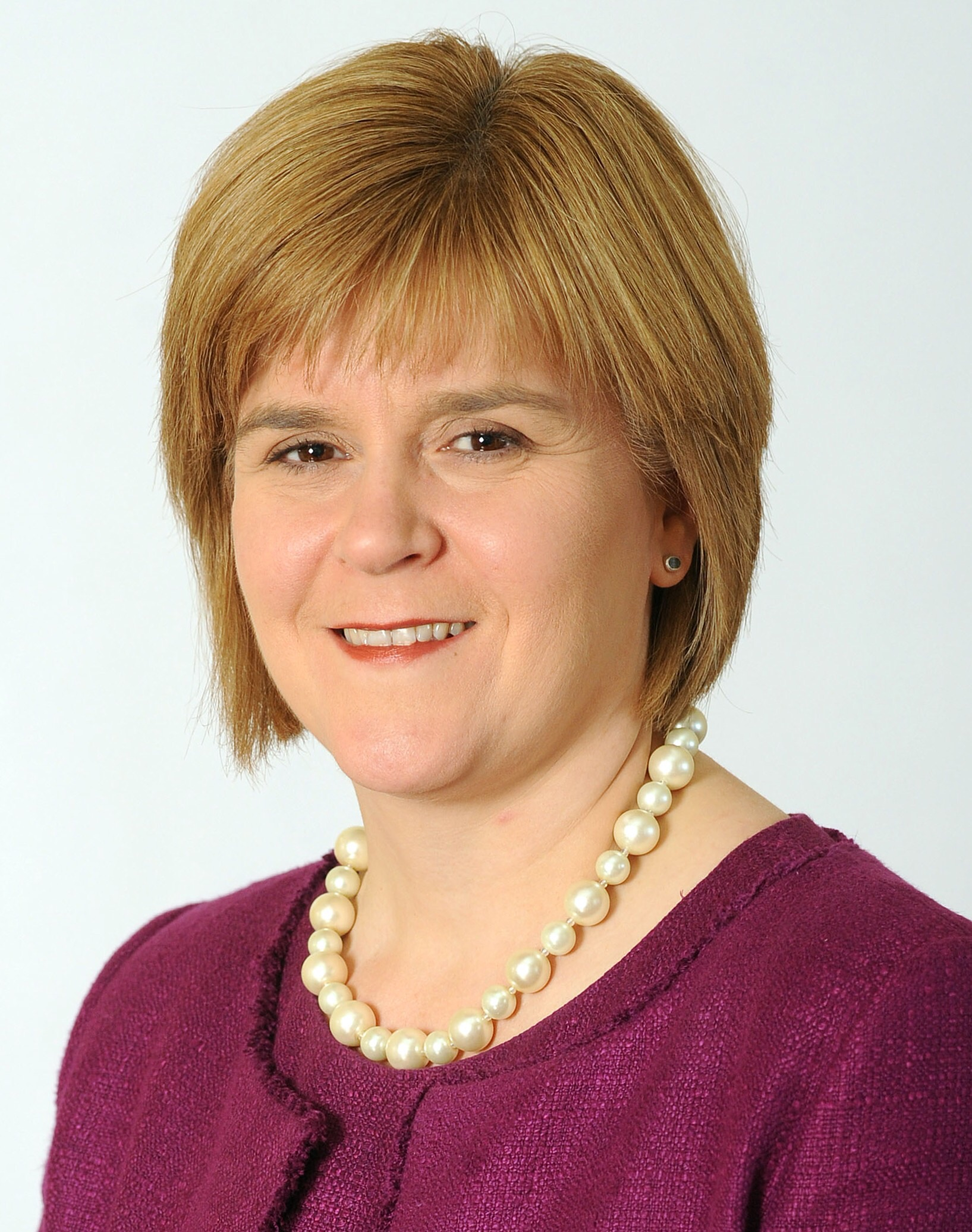
نيكولا ستارجن

## وصلات خارجية
- الموقع الرسمي